# Maschwitz (Familienname)
Maschwitz ist ein Familienname, der in Mitteldeutschland, um Leipzig und in Schlesien nachweisbar ist, und eines Ortes nach dem die Namensträger benannt wurden.

## Herkunft des Namens
Der Siedlungsname ist von einem slawischen Eigennamen abgeleitet und entwickelte sich aus Formen wie Mas(ovici), Masuiz, Maswiz und Maschewitz zur Endform Maschwitz. Die gleichnamige Ortschaft Maschwitz ist heute Teil der Ortschaft Oppin der Stadt Landsberg im Saalekreis. In den gleichen Gründungszeitraum fallen ebenfalls die drei patronymisch gegründeten mitteldeutschen Siedlungen / Wüstungen Maschwitz bei Nempitz (archäologische Ausgrabungen aus dem 11. Jh.), Maschwitz bei Storkwitz (1180) und Maaschwitz bei Leisnig an der Mulde. Der früheste Namensbeleg stammt aus dem Jahr 1156 aus einer Übergabeurkunde von Markgraf Conrad dem Großen vor seinem Klostergang im Jahre 1156 auf das Kloster Petersberg bei Halle (Saale). Im Jahr 1441 ist der Name in seiner heutigen Schreibweise belegt.

## Namensträger
- Georg Eduard Maschwitz (1838–1909), deutsch-argentinischer Bankier.
- Carlos Maschwitz (1862–1910; zweiter Sohn des Georg Eduard), Ingenieur, wurde 1901 die Bauleitung für die Bahnlinie Buenos Aires - Córdoba übergeben. Als Anerkennung seiner Leistungen wurde auf dieser Strecke die Station Ingeniero Maschwitz nach ihm benannt. Sie entwickelte sich zur Stadt und ist heute ein Vorort von Buenos Aires. 1910 wurde er Minister für Bauwesen, starb aber noch im gleichen Jahr bei einem Unfall.
- Eric Maschwitz (1901–1969), Entertainer, 1947 Chef der BBC London
- Ulrich Maschwitz (1937–2018), deutscher Ökologe, Verhaltensbiologe und Hochschullehrer für Zoologie

## Belege
1. ↑  Festschrift zur 800-Jahr-Feier des Ortes Nempitz mit dem Titel „Wüstung Maschwitz wiederentdeckt?“
2. ↑  Alfred Schmekel - Historisch topografische Beschreibung des Hochstiftes Merseburg, 1858
3. ↑  Paul Kehr: Urkundenbuch des Hochstiftes Merseburg
4. ↑  Urkunde vom 8. Januar 1246, Sächsisches Hauptstaatsarchiv Dresden, DCM 50
5. ↑  Gustav Hertel, Die Halleschen Grund- und Schöffenbücher (1266-1460), 1882